# Пападопулос, Кириакос
Кириа́кос Пападо́пулос (греч. Κυριάκος Παπαδόπουλος; 23 февраля 1992, Катерини) — греческий футболист, защитник клуба «Ламия» и сборной Греции.

## Клубная карьера
В июле 2007 года Пападопулос был переведён из родного клуба «Своронос Катеринис» в «Олимпиакос». Дебютировал 2 декабря 2007 года, выйдя на замену в победном матче с «Атромитосом», став самым молодым игроком когда-либо игравшим в Греческой суперлиге. Также он поиграл в Лиге чемпионов против мадридского «Реала» и «Лацио» и сыграл в нескольких матчах Кубка Греции.
В сентябре 2008 года Пападопулос подписал новый контракт с «Олимпиакосом». 2 ноября 2008 года Пападопулос сыграл первый матч в сезоне 2008/09.
23 июня 2010 года Пападопулос подписал четырёхлетний контракт с немецким «Шальке 04». 15 июля 2011 года Пападопулос продлил контракт с «Шальке 04» до 30 июня 2015 года. 2 сентября 2012 года Пападопулос продлил контракт с клубом до 2016 года.
3 августа 2014 года Пападопулос был взят «Байером» в аренду на один год. 7 июня 2015 года «Байер» выкупил Пападопулоса, защитник подписал контракт до 2020 года.
Летом 2016 года Пападопулос отправился в аренду на один сезон в «РБ Лейпциг», однако из-за травм он сыграл за «быков» лишь в одном матче. В январе 2017 года «Лейпциг» отказался от услуг Кириакоса и игрок был арендован «Гамбургом». 21 января Пападопулос дебютировал за новый клуб в гостевом матче против «Вольфсбурга» (0:1). 3 февраля Пападопулос забил первый гол за «Гамбург» и принёс команде победу над «Байером» (1:0). Своей игрой и двумя забитыми мячами в 15 матчах второго круга сезона 2016/17 Пападопулос внёс большой вклад в спасение «Гамбурга» от вылета. Благодаря сильной идентификации с клубом и боевому менталитету Кириакос быстро стал любимчиком болельщиков. В июне 2017 года «Гамбург» выкупил Пападопулоса у «Байера» и подписал с ним контракт до 2020 года.

## Карьера в сборной
Пападопулос был вызван в юношескую сборную Греции на отборочный раунд к юношескому чемпионату Европы 2007. Он помог сборной квалифицироваться на этот чемпионат. На самом чемпионате Пападопулос проявил себя с лучшей стороны и помог сборной добраться до финала, в котором греки проиграли сборной Испании.
4 июня 2011 года Пападопулос дебютировал в сборной Греции. Сборная Греции обыграла сборную Мальты со счётом 3:1, а Пападопулос отметился голом. А уже в третьем матче в сборной Пападопулос, сделав счёт 1:1 в противостоянии сборных Латвии и Греции, забил второй гол за сборную.

## Достижения
«Олимпиакос» (Пирей)
- Чемпион Греции: 2008
- Обладатель Кубка Греции: 2008

«Шальке 04»
- Обладатель Кубка Германии: 2010/11
- Обладатель Суперкубка Германии: 2011